# راي شيبارد
راي شيبارد هو لاعب هوكي الجليد كندي، ولد في 27 مايو 1966 في بيتاواوا في كندا.

## وصلات خارجية
- راي شيبارد على موقع دوري الهوكي الوطني (الإنجليزية)
- راي شيبارد على موقع قاعة مشاهير الهوكي (لاعب أن.إتش.أل) (الإنجليزية)
- راي شيبارد على موقع EliteProspects.com (الإنجليزية)
- راي شيبارد على موقع HockeyDB.com (الإنجليزية)
- راي شيبارد على موقع Hockey-Reference.com (الإنجليزية)